# 南天寺石佛造像和摩崖石刻
南天寺石佛造像和摩崖石刻，位于中国福建省晋江市东石镇许西坑村岱峰山。1985年10月11日公布为第二批福建省文物保护单位。2013年3月5日公布为第七批全国重点文物保护单位。